# Crouzilles

Crouzilles este o comună în departamentul Indre-et-Loire, Franța. Se află lângă Râul Vienne, la o altitudine de 32 m deasupra nivelului mării. Are o suprafață de 14,54 km². Populația este de 530 locuitori, determinată în 1 ianuarie 2022, prin recensământ.